# Martín Torrijos
Martín Erasto Torrijos Espino (Chitré, 18 de julho de 1963) é um político panamenho. Foi presidente de seu país, de 1 de setembro de 2004 até 1 de julho de 2009.
Torrijos, casado e pai de três filhos, é filho postumamente reconhecido de Omar Torrijos Herrera, que foi nomeado como chefe de Governo da República do Panamá entre os anos de 1968 e 1978.
Estudou Ciências Políticas e Economia na Texas A&M University, nos Estados Unidos.
No final de abril de 2008, reuniu-se com Raúl Castro em Cuba para falar sobre a assinatura de um acordo de energia.

## Honras
- Colar da Ordem de Isabel, a Católica (11/2008).[2] Sua esposa, recebeu a Grande Cruz da mesma ordem.